# Freialtar

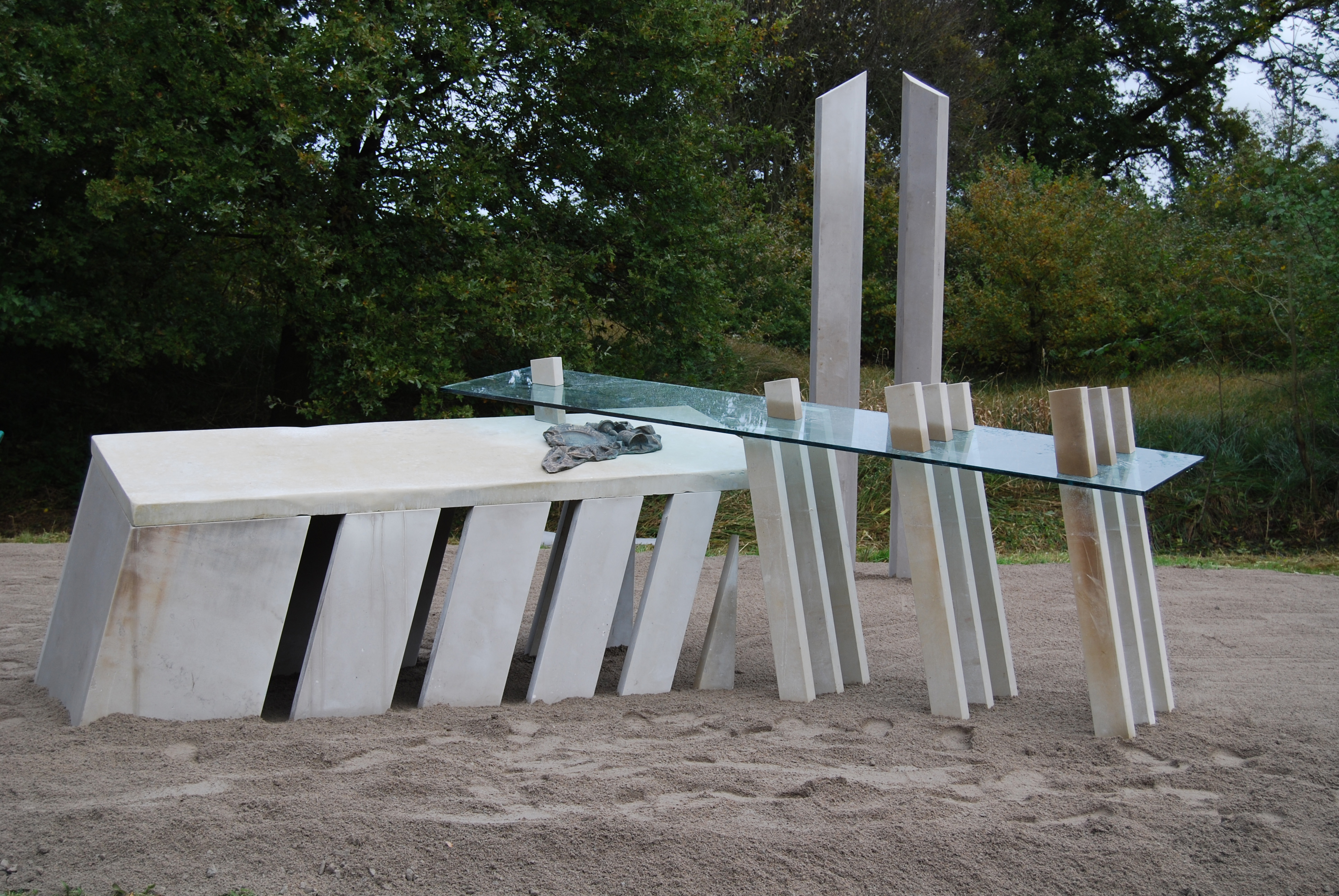
„Freialtar“ in Westerstede von Norbert Marten und Christel Mandos-Feldmann

Der Freialtar befindet sich in Westerstede-Mansie, Ammerland, und ist ein Kunstwerk im öffentlichen Raum, das von Norbert Marten und Christel Mandos-Feldmann konzipiert und errichtet wurde. Initiiert wurde das Kunstwerk durch Ingeborg Posega im Rahmen des Projektes „Vergessene Orte“ des Kunstpfades Ammerland e.V. In einer ökumenischen Andacht wurde das Kunstwerk „Freialtar“ am 19. Oktober 2013 eingeweiht und der Stadt Westerstede, vertreten durch Bürgermeister Klaus Groß, übereignet.

## Standort
Der Freialtar befindet sich auf der ehemaligen Burganlage Mansinger Burgplatz der Ritter von Mansinger, die im Jahre 1226 erstmals und Ende des 14. Jahrhunderts letztmals erwähnt wurden.
Der Freialtar mit Stelen der Erinnerung erinnert zum einen an die Geschichte der Burg mit den Rittern von Mansingen und erhellt zum anderen den Umgang der Bewohner mit der Religion im Mittelalter als kulturelle Entwicklung und als Kulturgut des Ammerlandes. Das Gelände steht unter Denkmalschutz.

## Konzept und Ausführung
Wie aus den Landesarchiven hervorgeht, siegeln verschiedene Ritter von Mansingen als Ministerialen der Grafen von Oldenburg von 1226 bis 1385 etliche Urkunden, in denen Besitzungen veräußert oder verschenkt werden. Eine erwähnte Urkunde vom 4. Juli 1339, die über die religiöse Lebenserhaltung der Menschen jener Zeit und ihre Besorgnis um ihr Seelenheil berichtet, wurde für die Konzeption aufgegriffen. Danach wurde zu Ehren des heiligen Laurentius ein Altar in der Kirche zu Apen gestiftet.
Eine weitere Schenkung in der Gegenwart kam als Aspekt für das Konzept hinzu: Als die Westersteder St.-Petri-Kirche saniert wurde, hatte man für eine historische Altarplatte aus Sandstein keine Verwendung mehr. Sie wurde im Jahre 2000 der Initiorin des Kunstwerks „Freialtar“, Ingeborg Posega, damalige Vorsitzende der Vortragsvereinigung Westerstede, Vertreterin im Kunstpfad Ammerland e.V., zur weiteren Verwendung geschenkt.
Beide Schenkungen wurden konzeptionell von Norbert Marten und Christel Mandos-Feldmann verbunden. Religiöse und kulturelle Werte aus der Geschichte der Stadt Westerstede sollen so in einem neuen Zusammenhang bewahrt bleiben.
Altarplatten und deren Fundamente
Die alte Altarplatte der St.-Petri-Kirche aus Sandstein auf der linken Seite des Kunstwerks wird von einem Sockel, ebenfalls aus Sandstein, gestützt, dessen Aussparungen die Stützen der rechten, neuen Altarplatte aus Glas bilden. Die Fundamente der Altarplatten versinnbildlichen die kulturelle Entwicklung von der Vergangenheit hin zur Gegenwart und weiter zu einer möglichen Zukunft: Aus der Vergangenheit werden Werte, die tragfähig waren, in die Zukunft transportiert und stützen die Gegenwart, durchdringen sie. Auch Sandstein (Quarz) bekommt durch Weiterentwicklung eine andere Gestalt, wird transparentes Glas.
Der Schatz der Mansinger
Die Glasplatte, die Altarplatte der Gegenwart legt sich über die Sandsteinplatte, die Altarplatte der Vergangenheit. Dazwischen – im zentralen Schnittpunkt – liegt in Bronze modelliert, geschützt und dennoch gut sichtbar, der verborgene Schatz der Mansinger, das Messgeschirr: Der Teller für das Brot, der Kelch für den Wein, die beiden Leuchter für das Leuchtende des Abendmahls. Das häufige Feiern des Abendmahls versprach im Mittelalter das ewige Seelenheil.
Erinnern vergangener, gegenwärtiger und zukünftiger Werte
Die „Stelen der Erinnerung“ (Stele übersetzt aus dem Griechischen bedeutet Grabsäule) stellen durch gegenwärtiges Erinnern an Ereignissen der Vergangenheit eine weitere Verbindung zur Burg Mansingen her und weisen, gegründet in der Tiefe, zum Himmel, zur Erlösungssehnsucht der um ihr Seelenheit bemühten Ritter von Mansingen.
Ökumenischer Freialtar
Den christlichen Kirchen wurde das Konzept vor der Umsetzung vorgestellt und die Nutzung für ökumenische Gottesdienste wurde beschlossen.

## Kunst für alle
In der Kunst im öffentlichen Raum von Norbert Marten und Christel Mandos-Feldmann stellen historische Hintergründe eine gesellschaftspolitische Plattform dar, die kulturelle Erinnerung wachzuhalten, die kulturelle Bildung zu forcieren, neue Kommunikationsformen durch und mit Kunst weiterzutragen. Daher gehörte zum Konzept des Westersteder Kunstwerkes „Freialtar“ mit Stelen der Erinnerung auch eine Präsenz der christlichen Gemeinschaften. Sie sind eingeladen, den „Freialtar“ auch als Freialtar für ihre religiösen Zwecke, wie Hubertusmesse, Trauungen, Jugendgottesdienste etc., zu nutzen. Zur Einweihung am 19. Okt. 2013 fand unter großer Beteiligung der Bürger ein erster ökumenischer Gottesdienst auf dem alten Burgplatz in Westerstede-Mansie statt.
Eine immerwährende Befragung des Burgplatzes und damit eine Hinterfragung religiöser Werte und kultureller Entwicklungen in und um Westerstede war angestrebtes Ziel des Konzeptes von Norbert Marten und Christel Mandos-Feldmann für den „Freialtar“.